# 15 Delphini
15 Delphini är en gulvit stjärna i huvudserien i stjärnbilden Delfinen.
15 Del har visuell magnitud +5,99 och är synlig för blotta ögat vid god seeing. Stjärnan ligger på ett avstånd av ungefär 100 ljusår